# Homoranthus decumbens
Homoranthus decumbens là một loài thực vật có hoa trong Họ Đào kim nương. Loài này được (Byrnes) Craven & S.R.Jones mô tả khoa học đầu tiên năm 1991.
và là loài đặc hữu của một khu vực nhỏ ở Queensland. Nó là một cây bụi thấp, trải rộng với các lá hình trụ được sắp xếp theo các cặp đối diện xen kẽ nhau. Những bông hoa có màu xanh vàng và được sắp xếp đơn lẻ ở các trục trên lá. 
Hoa từ tháng 9 đến tháng 12 và trái cây từ tháng 10 đến tháng 12. 